# 瓦勒德索斯
瓦勒德索斯（法語：Val-de-Sos，法語發音：[val də sɔs]）是法国阿列日省的一个市镇，属于富瓦区。该市镇于2019年1月1日由原市镇维克德索、塞姆、古利耶与叙克和桑特纳克合并而成，行政中心位于维克德索。

## 地理
瓦勒德索斯（42°46'14"N, 1°29'57"E）面积53.14 平方千米，位于法国奧克西塔尼大區阿列日省，该省份为法国西南部内陆省份，西部和北部与上加龙省接壤，东临奥德省，东南至东比利牛斯省接壤，南与安道尔和西班牙接壤。
与瓦勒德索斯接壤的市镇（或旧市镇、城区）包括：拉巴-莱特鲁瓦塞尼厄尔、古尔比特、奥吕、伊利耶和拉拉马德、莱尔库勒、欧扎特、勒波尔。
瓦勒德索斯的时区为UTC+01:00、UTC+02:00（夏令时）。

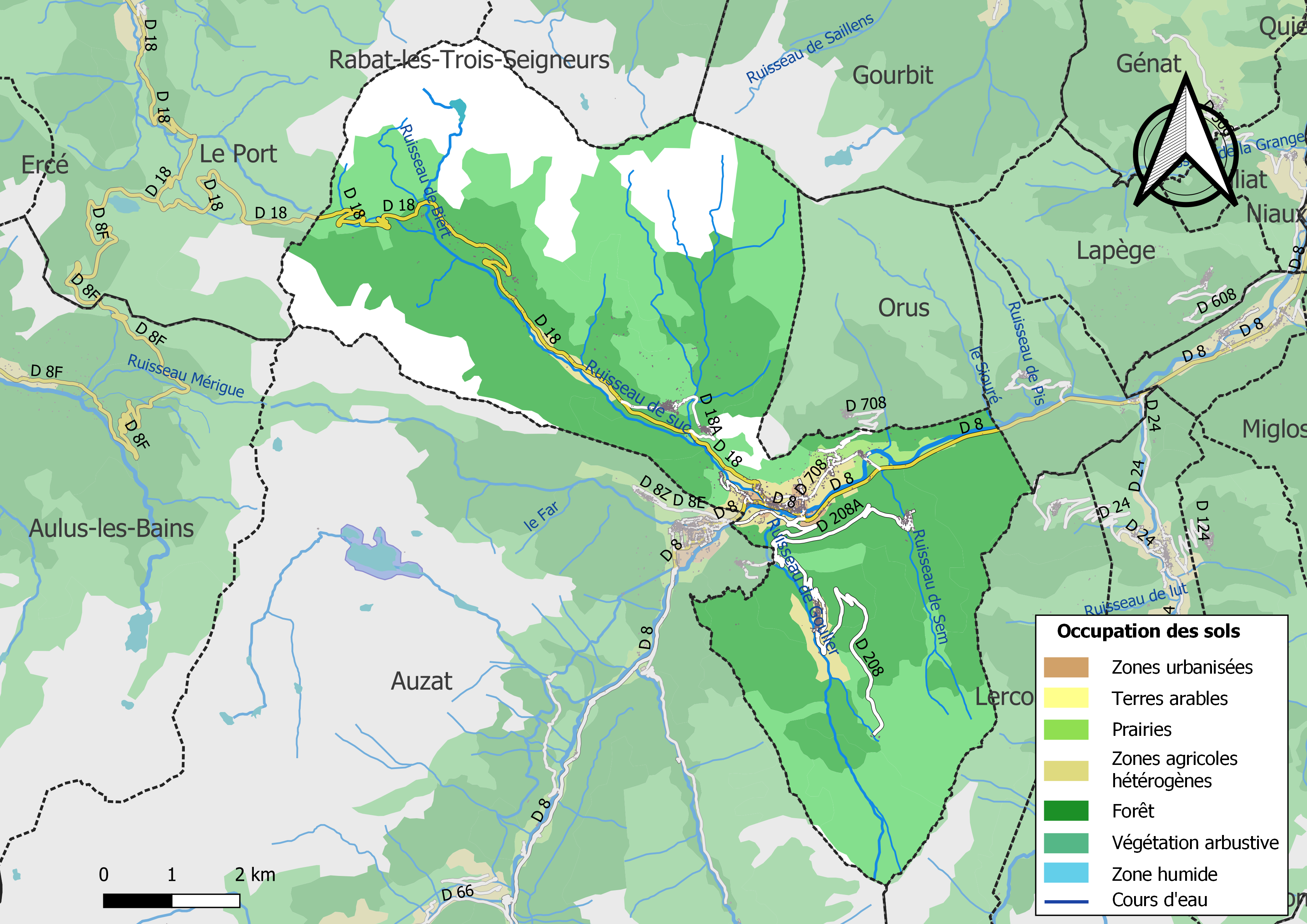
瓦勒德索斯的OSM定位图

## 行政
瓦勒德索斯的邮政编码为09220，INSEE市镇编码为09334。

## 政治
瓦勒德索斯所属的省级选区为萨巴尔泰斯县。

## 人口
瓦勒德索斯于2022年1月1日时的人口数量为571人。